# Schizoanalyse
Schizoanalyse ist ein kritischer Gegenentwurf zur Psychoanalyse. Die Schizoanalyse wurde von Gilles Deleuze und Félix Guattari in ihrem gemeinsam verfassten Werk Anti-Ödipus. Kapitalismus und Schizophrenie (französisch Capitalisme et schizophrénie. L’anti-Œdipe) (1972/1980) entwickelt.

## Allgemeines
Deleuze und Guattari plädierten mit ihrem Ansatz der Schizo-Analyse für eine Alternative zur Psychoanalyse von Sigmund Freud und Jacques Lacan, da diese den Schizophrenen an die Stelle des Neurotikers als Idealtypus des Unbewussten setze. Der Begriff der Schizophrenie werde dabei über die klinische Bedeutung hinaus in Richtung einer allgemeinen Erzeugung von Spaltungen erweitert – welche die Schizoanalyse analysiert. Dies führe zu einer von Freud abweichenden Analyse des Unbewussten als in sich widersprüchlich.
Das Konzept sollte auch den von Freud zum zentralen Dogma erhobenen Ödipuskomplex überwinden. So sei die ödipale Phase nicht nur eine Phase familiärer Sozialisation, sondern auch der Vergesellschaftung durch Erzeugung materialistischer Wünsche, die von der Gesellschaft produziert würden. Dies laufe auf eine kapitalistische Repression des Individuums hinaus.
Die Praxis der Schizoanalyse oblag weniger dem Philosophen Deleuze als dem Psychiater Guattari. Gemeinsam mit Jean Oury machte sich dieser daran, die herkömmliche Psychiatrie zu revolutionieren: „Im Geist der 68er entstanden die ersten Modelle von Patientenkollektiven: Patienten erhielten die Möglichkeit zur Mitsprache, beziehungsstiftende Orte wie die Küche wurden geschaffen, wo beim gemeinsamen Zubereiten von Mahlzeiten zwischen Patienten, Ärzten und Anstaltspersonal neue Rollen ausprobiert und Perspektiven gewechselt wurden.“
Im Jahr 1973 distanzierten sich Deleuze und Guattari selbst vom Begriff der Schizoanalyse, auch angesichts der revolutionären Rolle, die Deleuze und Guattari der schizophrenen Person zugeschrieben hätten. Deleuze und Guattari heben hervor, dass Wörter nur Substitute für das Unendliche seien, und dass der Anti-Ödipus nur ein Schritt hin zu einer radikalen Kritik des Kapitalismus sei.

## Philosophie
Deleuze und Guattari entwickeln eine pantheistische und vitalistische Philosophie, in der Personen, Psychen und Substanzen nur prekäre Bedeutung erlangen, weil sie letztlich mehr oder weniger zufällige Versammlungen (assemblages) mikroskopischer Kräfte darstellen. Alle hierarchischen Synthesen aus diesen molekularen psychophysischen Elementen werden molar genannt: Es handelt sich um vergängliche makroskopische Gebilde wie Personen, Gesellschaften und Staaten.
Diese antisubstanzialistische Haltung geht auf Deleuze’ Aneignung von Spinoza zurück, die molekular-molare Dynamik dagegen auf Leibniz und nicht zuletzt seine Differential-Integralrechnung, die in die Nähe zu schizophrenen Spaltungen einerseits und paranoischem Delirieren andererseits gerückt wird. Deleuze spricht von einem psychomathematischen Infinitesimalkalkül bei Leibniz:

„Einigen von uns erscheint es, daß es eine Spaltung zwischen Mensch und Tier gibt, einen Bruch. Das ist nötig, weil Gott, sehr maliziös, die Welt als in der Form maximaler Kontinuität ausgewählt, verfaßt hat, so gibt es alle Arten von Übergangsgraden zwischen Mensch und Tier, aber Gott verzichtete darauf, sie uns sichtbar zu machen... Warum? Weil es letztlich gut war. ... Wenn wir alle die Übergänge zwischen dem schlechtesten Tier und uns gesehen hätten, wären wir weniger eitel, darum ist diese Eitelkeit ganz gut, weil sie dem Menschen seine Macht über die Natur zu errichten erlaubt. Letztlich bedeutet es keine Perversität Gottes, sondern daß Gott nicht aufhörte, Kontinuitäten zu unterbrechen, die er errichtet hatte, um Vielfalt in die ausgewählte Welt einzuführen, um das ganze System kleiner Differenzen, verschwindender Differenzen zu verstecken.“

Leibnizianischer Terminologie entspricht auch die in Abgrenzung zur
monadischen Lebensform des Neurotikers erstellte Forderung nach einer nomadisierenden Lebensweise des Schizos.
Wie der Untertitel Kapitalismus und Schizophrenie nahelegt, wollen Deleuze und Guattari eine transzendentale Begründung der Schizophrenie oder die Bedingung ihrer Möglichkeit liefern, haben sich insofern mehr vorgenommen als Kant, der sich auf die Vernunft und den (gesunden) Menschenverstand, also auf einen Spezialfall konzentriert. Schizos produzieren mehrere Ichs oder „transzendentale Apperzeptionen“ wie der späte Hölderlin oder auch Nietzsche.
Ein Haupteffekt dieser Deutung ist die pantheistische Auflösung des cartesianischen Subjektes sowie des bewussten und unbewussten Subjektes von Sigmund Freud und Jacques Lacan. Letzteren wird ödipale Verengung auf das molare Dreieck Papa, Mama und Kind vorgeworfen – verständlich besonders angesichts der seit den späten 1960ern praktizierten sexuellen wie ökonomischen Wohngemeinschaften (siehe auch Kommunarde und Hippie). Die postulierte Schizoanalyse soll die kreative Befreiung bringen, indem sie sich gegen autoritäre molare Strukturen wie Rasse, Gattung, Art, Geschlecht, den auf Kastrationsängsten basierten Urstaat und dessen kapitalistische Nachfolger wendet.

## Universalgeschichte
Deleuze und Guattari präsentieren in Tausend Plateaus eine „nicht evolutionistische“ marxistische Geschichtsphilosophie. Sie verwerfen die im Historischen Materialismus wirkende Hegel’sche Dialektik mit ihrer Unilinearität und Notwendigkeit des Geschichtsablaufes unter Berufung auf Louis Althussers aleatorischen Materialismus.
„Wir bestimmen Gesellschaftsformationen durch maschinelle Prozesse und nicht durch Produktionsweisen, (die im Gegenteil von Prozessen abhängig sind).“ Mit Maschinen ist im Unterschied zu technischen Maschinen das Zusammenspiel ungeformter Kräfte gemeint, die sich beispielsweise noch nicht geformt durch Kantische Kategorien und raumzeitliche Aprioris entfalten.
Schon im Anti-Ödipus hatten sie drei Geschichtsmechanismen dargestellt:
- Bei den primitiven kommunistischen Gesellschaften finde eine („perverse“) Codierung der Welt statt. Pervers, weil ein grausames System von Abstammungs- und Heiratslinien den unmittelbaren Genuss der erotischen und ökonomischen Früchte der Erde verhindert.

- Bei den Staaten bildenden („barbarischen“) Despotien wirke eine zentrale Übercodierung durch eine „transzendente“ Instanz, den Signifikanten oder Despoten. Der Signifikant im Lacanschen Sinne umfasst auch Personifikationen. Natürlich wollen D&G als in der Wolle gefärbte Immanentisten am allerwenigsten behaupten, es handle sich bei Herrschern oder Göttern um echte transzendente Instanzen.

- In der kapitalistischen Phase werden die Codierungen, bzw. die Übercodierung der wilden und der barbarischen Gesellschaften durch eine rein immanente Axiomatisierung ersetzt. Codierungen regeln erwünschte und unerwünschte qualitative Vollzüge. Axiome liegen einer rein quantitativen, also wertfreien Regulation der Wunschproduktion zugrunde.

In Tausend Plateaus wird gestützt auf Althussers Das Kapital lesen eine unorthodoxe marxistische Geschichtsinterpretation dargelegt, die Hegels Finalität durch Spinozas radikale Anti-Teleologie ersetzt. Hegel enthalte noch zu viel magisches Denken (List der Vernunft), wohingegen Spinoza einen weit radikaleren Materialismus vertrete.
- Die primitiven Gesellschaften antizipieren in gewisser Weise den Urstaat* durch Absetzungs- und Vermeidungsstrategien. Ihr Tauschhandel basiere bereits auf der Abschätzung des Grenznutzens der einzutauschenden Güter. Sie seien gemäß Pierre Clastres „gegenstaatliche“ Gesellschaften mit Mechanismen, die beispielsweise dafür sorgen, dass die Häuptlinge nicht zu mächtig werden und dadurch die Staatsform verhindern.

- Die Erfindung und Entstehung des despotischen Urstaats* könne, entgegen der Wahrnehmung der Ethnologen, archäologisch nach Vere Gordon Childe ins Neolithikum, wenn nicht gar Paläolithikum datiert werden. Der Urstaat* komme mit einem Schlag zustande und verfüge so von Beginn an über einen Vereinnahmungsapparat mit einem Warenlager, einem Surplus und dem Recht auf Einforderung von Mehrarbeit und Steuern. Der Despotismus begründe diesen Vereinnahmungsapparat mit einer unendlichen Schuld der Untertanen. Dies gipfelt in der Feststellung, dass der Mehrwert (Surplus) nicht durch die Produktion zustande komme, sondern der Mehrwert die Produktion ermögliche. Das Geld entwickle sich nicht durch den Tauschhandel, sondern als Folge der despotischen Vereinnahmung durch (Gold)-Tribute als Tributgeld. Entgegen der Auffassung vieler Marxisten, setze nicht der Staat eine bestimmte Produktionsweise wie die Asiatische Produktionsweise voraus, sondern der Staat mache die Produktion zu einem Modus.

- Der Kapitalismus hingegen decodiere alle primitiven und despotischen Wertsetzungen. Seine Erfindung und Entstehung sei auf einen Schlag durch die Konjunktion von abstrakter Arbeit und abstraktem Kapital erfolgt. Danach ordnet sich die vormals transzendente imperiale Staatsform dem Vereinnahmungsapparat des Kapitals unter. Die Staaten geraten zu speziellen Verwirklichungsmodellen einer globalen Axiomatisierung: dem sozialistischen Modell, dem liberalen, dem diktatorischen etc.

Die Entstehung in Europa sei vollkommen kontingent erfolgt. Freigelassene Sklaven und Plebejer im nördlichen Mittelmeerraum hätten sich kapitalistischer Schlupflöcher im despotischen Netz bedienen können. Dies gelang nicht in China oder in Mittelamerika etc., wo ähnliche Voraussetzungen existierten. Die Japanische Produktionsweise hat relativ früh kapitalistische Modifikationen durch den Handel mit Europa entfaltet.

## Geschlechterrollen
Dekonstruiert wurde das klassische sexuelle Mann-Frau-Schema: Für Deleuze agieren mehrere Geschlechter, beispielsweise männliche und weibliche Lesben: Butch und Femme. Dasselbe gilt für Schwule. So ergeben sich mindestens sechs Geschlechter, theoretisch aber unendlich viele. „…überall eine mikroskopische Transsexualität, die bewirkt, dass die Frau ebensoviele Männer umfasst wie ein Mann, und der Mann ebensoviele Frauen, die alle in der Lage sind, miteinander in die Verhältnisse der Wunschproduktion einzutreten, die die statistische Ordnung der Geschlechter umstürzt. Sich zu lieben heißt nicht, es nur einmal, oder selbst zweimal, sondern es hunderttausend Mal zu treiben. So sind die Wunschmaschinen, ist das unmenschliche Geschlecht also nicht ein, nicht zwei, sondern n… Geschlechter.“

## Linguistik
Die Sprache spiele eine entscheidende Rolle beim Festklopfen molarer Strukturen. Wie für Marshall McLuhan das Medium selbst die Botschaft ist, besteht für Deleuze und Guattari ihre primäre Wirkung  nicht darin, Informationen auszutauschen, sondern ordnende Parolen oder Losungen, „mots d’ordre“ hervorzubringen, die die Gesellschaft autoritär präformieren: „Die Maschine der Schulpflicht übermittelt keine Informationen, sondern drängt dem Kind semiotische Koordinaten auf, mit all den dualen Grundlagen der Grammatik (männlich – weiblich, Substantiv – Verb, Singular – Plural, Subjekt der Aussage – Subjekt der Äußerung etc...) Die Grundeinheit der Sprache – die Aussage – ist der Befehl oder das Kennwort, die Parole.“ Deleuze und Guattari ordnen also die Linguistik der Pragmatik unter, indem sie die Sprache als Teil eines „Zeichenregimes“ darstellen.
Die Art einer Aussage entspringe demnach aus ihrem Platz in einem Zeichenregime, einem Gefüge impliziter Voraussetzungen (Befehle, Kennworte, Parolen), immanenter Handlungen und körperloser Transformationen. Es handele sich dabei nicht um linguistische Konstanten und Universalien, sondern ausschließlich um Variablen von Äußerungsgefügen. Ein solches kollektives Äußerungsgefüge bediene sich der Stimme, sei jedoch niemals primär von einer Stimme durchdrungen, sondern es sei „immer eine Art von Stimmengewirr... Glossolalie“. Es vereine „viele heterogene Zeichenregime“. Aus diesen könne ein Ich „extrahiert“ werden. In diesem Sinne gelte: „ICH ist ein Befehl oder ein Kennwort, eine Losung.“ Ein Schizophrener erkläre, „Ich habe Stimmen sagen hören: Er ist sich seines Lebens bewußt. In diesem Sinne gibt es schon ein schizophrenes Cogito“. Unter den etablierten Linguisten findet allein Louis Hjelmslev Gnade, weil er als ein „spinozistischer Geologe“ wirke, was nicht nur metaphorisch zu nehmen sei. Spinozistisch meint, er dringe mit dem Begriff der „substance extra-linguistique“, engl. des „purport“, in eine Schicht jenseits der Signifikation vor, aus der sowohl die Zeichen wie die Dinge selbst (geologische Formationen) ihre Geltung bezögen.

## Antiautoritäre Ontologie
Die Schizoanalyse zählt zur Philosophie des Werdens. Zum Teil bestimmt sich die Schizoanalyse auch über eine antiautoritäre Ontologie, weil sie Macht als dezentralisiert versteht. Dezentralisierte Macht findet sich in der »Rhizom«-Struktur des Deleuz’schen Denkens. An der Reformuniversität Vincennes wandte die antiautoritäre Gegenbewegung der 1968er die Schizoanalyse auf alle gesellschaftlichen Teilbereiche an. »Schizo« avancierte so zur kreativ-pluralistischen Vision und verließ vormalige pathologische Konnotationen, welche nurmehr auf den Neurotiker angewandt wurden. So diskreditierte man innerhalb der Gegenbewegung den neurotischen Typ als Kontrollfreak oder autoritären Scheißer. 1980 kommentierte Ariane Barth diese Zeiterscheinung: „Seltsam, eine schillernde Gestalt kommt zur Hilfe: Der schicke Schizo. Er wächst in die Rolle des guten Wilden, der lange dazu diente, der Zivilisation ihr verlorenes Gesicht zu zeigen. Unabhängig von Deleuze/Guattari gibt es westweltweite Bestrebungen, die Schizophrenie von einer Geisteskrankheit umzudefinieren zur kulturellen Erscheinung... [Die Schizoanalyse soll] Ödipus zerstören, die Illusion des Ich, den Hampelmann Überich, das Schuldgefühl, das Gesetz, die Kastration.“
Inzwischen sind die starren Fronten zwischen den Anhängern Freuds und denen Deleuze' und Guattaris aufgeweicht. Manche Psychoanalytiker sehen im Anti-Ödipus eine Vertiefung der pantheistischen Analysen des Kollektiven Unbewussten von Carl Gustav Jung.